# Leutnant Gustl (téléfilm)
Pour plus de détails, voir Fiche technique et Distribution.
Leutnant Gustl (en français Le Sous-lieutenant Gustel) est un téléfilm germano-autrichien réalisé par John Olden (de) diffusé pour la première en 1963.
Il s'agit de l'adaptation de la nouvelle d'Arthur Schnitzler.

## Synopsis
Vienne, 1900 : Le Leutnant Gustav Wilfert est imprégné du code d'honneur des officiers autrichiens et se retrouve donc à plusieurs reprises dans des duels en raison d'insultes présumées à l'honneur de son officier. Un soir, il assiste à un concert avec un camarade, et le lendemain matin, il y a un duel avec un avocat. Après le concert, il se fraie un chemin jusqu'au vestiaire et se dispute donc avec le boulanger Habetswallner, qui se tient à côté de lui. Ce dernier défie Wilfert par le pommeau du sabre et l'insulte. Wilfert est tellement perplexe qu'il ne réagit pas tout de suite et laisse faire au lieu de défendre l'honneur de son officier. Il espère que personne n'a remarqué la situation dans la foule. Cependant, le major Aloys Mokry a observé le différend et affronte Wilfert. Wilfert veut présenter l'échange avec Habetswallner comme une conversation inoffensive, mais Mokry ne le croit pas et lui dit qu'il n'est plus capable d'un comportement satisfaisant.
Wilfert erre sans but dans la nuit et décide de se suicider parce qu'il a perdu son honneur et ne peut pas le restaurer par un duel avec le boulanger. Il se rend chez sa fiancée Anna Riedl pour lui dire au revoir. Elle aime Wilfert, abhorre l'ancien code d'honneur et annonce que si Wilfert se suicide, elle se suicidera aussi.
Tôt le lendemain matin, Anna se rend chez le boulanger Habetswallner pour le persuader de ne pas en faire plus. Puis elle apprend que Habetswallner est décédé subitement cette nuit-là. Avec cette bonne nouvelle (pour elle et Wilfert), elle se rend à la caserne de Wilfert, qui se rendait chez son commandant de régiment, le colonel Brunnthaler, pour rapporter l'incident. Mais sur ce, il arrive trop tard car le major Mokry a déjà tout dit au commandant du régiment par téléphone.
Brunnthaler convoque maintenant une cour d'honneur pour déterminer si Wilfert a violé l'honneur de l'armée ou non. Le tribunal appelle des témoins, d'abord le gardien du vestiaire et un domestique de la salle de concert, mais ils ne font pas de déclarations claires sur le contenu de l'échange entre Wilfert et Habetswallner. L'avocat de la défense de Wilfert, le lieutenant Doschensky, soutient qu'en cas de diffamation réelle, Wilfert aurait dû assommer Habetswallner pour sauver son honneur. Le code d'honneur est donc en contradiction avec le droit pénal.
Puis Anna Riedl apparaît comme témoin. Elle témoigne être la maîtresse du major Mokry et avoir été à un concert avec lui. Elle prétend que Mokry a essayé d'épingler quelque chose à Wilfert par jalousie. Mais lorsque Mokry est convoqué comme témoin et qu'Anna est confrontée à lui, son mensonge est révélé : elle voulait seulement disculper son fiancé. Dans un témoignage passionné devant les officiers de la cour d'honneur, elle s'en prend à leurs idées dépassées et irréalistes de l'honneur. Wilfert est fier du courage dont a fait preuve sa fiancée et annonce qu'en cas de condamnation « en tirer les conséquences » (c'est-à-dire se suicider).
Alors que le tribunal délibère sur un jugement, Wilfert espère un acquittement, mais adhère fondamentalement au code d'honneur. Concernant la critique d'Anna, il dit qu'elle n'y comprend rien et qu'un homme doit regarder la mort dans les yeux. Le soir, dans l'appartement d'Anna, un infirmier apporte le jugement écrit du tribunal. Wilfert attend une condamnation et n'ose pas ouvrir la lettre. Il est déjà mentalement préoccupé par sa mort lorsqu'Anna ouvre la lettre et la lui lit : c'est un acquittement. Wilfert est heureux, parle de projets pour l'avenir, mais aussi du duel à venir avec l'avocat. Anna est stupéfaite qu'après tout ce qui s'est passé, Wilfert veuille toujours se battre pour son honneur. Elle se rend compte qu'il ne changera jamais, et la scène finale dans laquelle elle desserre sa main de la sienne indique qu'elle se séparera de lui.

## Fiche technique
- Titre original : Leutnant Gustl
- Réalisation : John Olden (de) assisté de Mathias Praml
- Scénario : Ernst Lothar, Norbert Kunze, Fred Spirek
- Musique : Carl de Groof
- Direction artistique : Felix Smetana
- Costumes : Elisabeth Inger, Erika Thomasberger
- Photographie : Elio Carniel (de), Utz Carniel
- Son : Karl Höfler
- Montage : Josef Juvancic
- Production : Hans Limbek
- Société de production : Fernsehfilmproduktion Dr. Heinz Schneiderbauer, Norddeutscher Rundfunk
- Société de distribution : Norddeutscher Rundfunk
- Pays d'origine :  Allemagne,  Autriche
- Langue : allemand
- Format : Noir et blanc - 1,33:1 - Mono - 35 mm
- Genre : Drame
- Durée : 91 minutes
- Dates de première diffusion :
  -  Allemagne : 26 mars 1963 sur Norddeutscher Rundfunk.

## Distribution
- Peter Weck : Leutnant Gustav "Gustl" Wilfert
- Christiane Hörbiger : Anna Riedl
- Ewald Balser : Oberst Brunnthaler
- Egon von Jordan : Oberstleutnant Zindler
- Fritz Schmiedl : Major Nehuda
- Fritz Lehmann (de) : Hauptmann Fliess
- Heinrich Trimbur : Hauptmann Fallsteiner
- Gustav Gabriel : Hauptmann Weitleitner
- Heinz Grohmann : Hauptmann Blany
- Rolf Kutschera : Oberleutnant Mirovic
- Franz Messner : Leutnant Kopetzky
- Heiki Eis : Leutnant Retzl-Wartholz
- Carlo Böhm : Ordonnanz Ebner
- Anton Duschek : Un soldat
- Kurt Meisel : Major Mokry
- Ernst Stankovski (de) : Oberleutnant Doschensky
- Hans Moser : Habetswallner
- Emmy Percy-Wüstenhagen (de) : Mme Beierl
- Karl Augustin : Gföllner
- Ernst Princz : Un policier
- Friedrich Neubauer : Ober Toni

## Différences avec le modèle littéraire
Le film a principalement la situation initiale en commun avec le roman du même nom de Schnitzler, c'est-à-dire la situation dans le vestiaire et l'errance nocturne de Wilfert, mais développe ensuite l'intrigue d'une manière complètement différente : la différence cruciale est que la nouvelle s'arrête à la nouvelle de la mort de Habetswallner et à l'arrêt de la pensée suicidaire.